# 南京地铁2号线
南京地铁2号线是南京地铁的一条东西向主干线路，西起鱼嘴站，东至经天路站。全线设车站30座，全长43.35公里。2010年5月28日与1号线南延线同日开通运营。南京地铁2号线线路标识色为 Pantone 1945C 。

## 概况
南京地铁2号线已建成段全长43.35公里，共设车站30座，其中地下21座、地面2座、高架7座。其中一期工程西起河西新城的油坊桥站，东至紫金山南麓的马群站，全长25.14公里，其中地下20.38公里、地面4.77公里。此后线路两次向东延伸，最终止于仙林大学城东端的经天路站，长12.68km，其中高架线约86.8％、地面线路（含下穿沪宁高速公路路基段涵洞）约13.2％。东延建设所需资金由仙林大学城承担。二号线在马群和油坊桥分别设车辆段和停车场各一座。二号线自西向东连接河西、莫愁湖、新街口、明故宫、孝陵卫、仙林大学城等南京市重要片区，并在新街口与1号线交汇换乘，在元通站与10号线交汇换乘，在油坊桥站与S3号线交汇换乘。西延伸段（鱼嘴至油坊桥（不含）区间）于2018年年底开工建设，2021年12月28日正式开通。
2号线自2010年5月28日上午10时起载客试运营。运营初期，首班车6时、末班车22时从两侧终点站对开，高峰行车间隔8分20秒，平峰和低谷行车间隔为10分钟。至2010年底，高峰行车间隔缩短到5分47秒；至2011年8月列车到齐，高峰行车间隔4分26秒，平峰行车间隔为7分钟，低谷行车间隔10分钟。随后列车经多次增购，至2021年底，最小行车间隔缩短为2分30秒。

## 线路站点
| 鱼嘴               | 0      | -     | █ 9号线规划 河西有轨           | 地下二层 | 侧式       | 06:21 | 00:08 | 00:38 | 06:00 | 23:00 | 23:30 |
| 天保街             | 0.446  | 0.446 |                                | 地下二层 | 岛式       | 06:19 | 00:06 | 00:36 | 06:01 | 23:02 | 23:32 |
| 青莲街             | 1.504  | 1.058 |                                | 地下二层 | 岛式       | 06:17 | 00:04 | 00:34 | 06:03 | 23:04 | 23:34 |
| 螺塘路             | 2.176  | 0.672 | █ 7号线                        | 地下二层 | 岛式       | 06:16 | 00:02 | 00:32 | 06:05 | 23:06 | 23:36 |
| 油坊桥             | 3.279  | 1.103 | █ S3号线 █ 8号线规划           | 地面一层 | 侧式       | 06:12 | 23:59 | 00:29 | 06:00 | 23:10 | 23:40 |
| 雨润大街           | 5.91   | 2.631 |                                | 地下二层 | 岛式       | 06:09 | 23:55 | 00:25 | 06:03 | 23:13 | 23:43 |
| 元通               | 7.532  | 1.622 | █ 10号线 河西有轨              | 地下三层 | 岛式       | 06:06 | 23:53 | 23:23 | 06:06 | 23:16 | 23:46 |
| 奥体东             | 8.794  | 1.262 | 奥体中心东门站(河西有轨)       | 地下二层 | 岛式       | 06:04 | 23:51 | 00:21 | 06:08 | 23:18 | 23:48 |
| 兴隆大街           | 10.173 | 1.379 |                                | 地下二层 | 岛式       | 06:02 | 23:49 | 00:19 | 06:10 | 23:20 | 23:50 |
| 集庆门大街         | 11.646 | 1.473 | 2-9接驳线（规划）              | 地下二层 | 双岛式     | 06:00 | 23:46 | 00:16 | 06:00 | 23:22 | 23:52 |
| 云锦路             | 12.958 | 1.312 |                                | 地下二层 | 岛式       | 06:06 | 23:43 | 00:13 | 06:02 | 23:25 | 23:55 |
| 莫愁湖             | 14.215 | 1.257 | █ 7号线                        | 地下二层 | 岛式       | 06:03 | 23:41 | 00:11 | 06:05 | 23:28 | 23:58 |
| 汉中门             | 15.217 | 1.002 |                                | 地下二层 | 岛式       | 06:01 | 23:39 | 00:09 | 06:07 | 23:30 | 00:00 |
| 上海路             | 16.091 | 0.874 | █ 5号线                        | 地下三层 | 岛式       | 06:00 | 23:37 | 00:07 | 06:09 | 23:32 | 00:02 |
| 新街口             | 16.836 | 0.745 | █ 1号线                        | 地下二层 | 岛式       | 06:08 | 23:36 | 00:06 | 06:11 | 23:33 | 00:03 |
| 大行宫             | 17.858 | 1.022 | █ 3号线                        | 地下二层 | 岛式       | 06:06 | 23:33 | 00:03 | 06:13 | 23:35 | 00:05 |
| 西安门             | 18.882 | 1.024 |                                | 地下三层 | 岛式       | 06:04 | 23:31 | 00:01 | 06:15 | 23:37 | 00:07 |
| 明故宫             | 20.182 | 1.300 | █ 6号线在建 █ 13号线规划       | 地下二层 | 岛式       | 06:02 | 23:29 | 23:59 | 06:17 | 23:40 | 00:10 |
| 苜蓿园             | 21.703 | 1.521 |                                | 地下二层 | 岛式       | 06:00 | 23:27 | 23:57 | 06:19 | 23:42 | 00:12 |
| 下马坊             | 23.01  | 1.307 |                                | 地下二层 | 岛式       | 06:07 | 23:25 | 23:55 | 06:21 | 23:44 | 00:14 |
| 孝陵卫             | 23.947 | 0.937 |                                | 地下二层 | 岛式       | 06:05 | 23:23 | 23:53 | 06:23 | 23:46 | 00:16 |
| 钟灵街             | 25.115 | 1.168 |                                | 地下二层 | 岛式       | 06:03 | 23:21 | 23:51 | 06:25 | 23:48 | 00:18 |
| 马群               | 27.894 | 2.779 | 麒麟有轨 █ S6号线 █ 12号线规划 | 高架三层 | 侧式       | 06:00 | 23:17 | 23:47 | 06:00 | 23:52 | 00:22 |
| 金马路             | 30.909 | 3.015 | █ 4号线                        | 地面一層 | 岛式       | 06:13 | 23:13 | 23:43 | 06:03 | 23:55 | 00:25 |
| 仙鹤门             | 32.584 | 1.675 |                                | 高架二层 | 鱼腹岛式   | 06:11 | 23:11 | 23:41 | 06:06 | 23:58 | 00:28 |
| 学则路             | 33.91  | 1.326 |                                | 高架二层 | 半鱼腹岛式 | 06:09 | 23:09 | 23:39 | 06:08 | 00:00 | 00:30 |
| 仙林中心           | 35.429 | 1.519 | █ 8号线规划                    | 高架二层 | 鱼腹岛式   | 06:06 | 23:06 | 23:36 | 06:10 | 00:02 | 00:32 |
| 羊山公园           | 36.495 | 1.066 |                                | 高架二层 | 半鱼腹岛式 | 06:04 | 23:04 | 23:34 | 06:12 | 00:04 | 00:34 |
| 南大仙林校区       | 38.442 | 1.947 |                                | 高架二层 | 半鱼腹岛式 | 06:02 | 23:02 | 23:32 | 06:15 | 00:07 | 00:37 |
| 经天路             | 40.288 | 1.846 |                                | 高架二层 | 半鱼腹岛式 | 06:00 | 23:00 | 23:30 | 06:17 | 00:09 | 00:39 |
| 东延工程（规划中） |        |       |                                |          |            |       |       |       |       |       |       |
| 仙林湖             | 42.388 | 2.1   | █ 4号线 █ S5号线规划           | 高架     |            |       |       |       |       |       |       |

## 车辆
2号线列车由南京浦镇车辆厂和阿尔斯通合作生产，相较于1号线列车进行了技术升级。所有列车以红色为主色调，为6节编组A型车，采用4动2拖方式编组，单节载客量310人，整列载客量1860人。
一期车（内部编号 NJ02-01）共计35列，在运营初期上线16列，此后每个月新上线一列。2016年又增购14列车，以满足日益增长的客流需求，所有新车已于2017年下半年投入服务。
增购车（内部编号 NJ02-02，出厂型号 PM105）仍由中车南京浦镇车辆制造，车辆内饰、涂装等与一期车相同，但对车内的电子线路图进行了改良。
两种列车均搭载IGBT-VVVF逆变器，其中一期车均为阿尔斯通制 ONIX 152 HP，增购车在上线初期均为ABB原设计 BORDLINE_CC750_DC 1500V_U 2000_054A02（南京华士电子科技及广州神铁牵引设备共同代工生产），02×097-098 编组的逆变器曾于2019~2022年更换为南京华士电子科技制 NSX-850/DT-001 型三段式 IGBT-VVVF，标志着国产城市轨道交通逆变器产业取得重大突破。
2021年10月底，为应对2号线西延线开通，第三批增购车辆（内部编号 NJ02-03，出厂型号 PM149）上线运营。NJ02-03型列车继续沿用前两代列车红白涂装，同时车头增加红色LED灯显示列车终到站；车厢内光源改为白色LED灯，同时爱心座位调整为粉色；列车继续使用ABB制牵引电机（AMXM280-SBIMC6AF04）和南京华士电子科技制牵引逆变器（NSX-750/DT-003，ABB 技术来源）。
- 2号线列车(NJ02-03型)内部
- 2021年夏季上线的建党百年专列(NJ02-02型）
- 2号线列车电子线路图（NJ02-01型，跑马灯）
- 2号线列车电子线路图（NJ02-02款车型，跑马灯）
- 2021年增加了西延线站点的电子线路图（NJ02-02型，箭头灯。此时西延线尚未开通运行，莫愁湖、上海路、马群三站由于换乘线路未建成，由贴纸覆盖）
- 2021年5月1日至10日，2号线西延线施工，油坊桥站、雨润大街站停运，列车行驶经天路–集庆门大街交路的线路图,NJ02-01型

| 型号名  | 制造商           | 车辆编成            | 制造年代  | 车辆总数                        | 上线时间    | 昵称 |
| ------- | ---------------- | ------------------- | --------- | ------------------------------- | ----------- | ---- |
| NJ02-01 | 南车南京浦镇车辆 | 6A(Tc+Mp+M+M+Mp+Tc) | 2009-2011 | 35列（02x001-002 ~ 02x069-070） | 2010/05/28- | 红鱼 |
| NJ02-02 | 中车南京浦镇车辆 | 6A(Tc+Mp+M+M+Mp+Tc) | 2017-2018 | 14列（02x071-072 ~ 02x097-098） | 2017-       | 红鱼 |
| NJ02-03 | 中车南京浦镇车辆 | 6A(Tc+Mp+M+M+Mp+Tc) | 2020-2021 | 10列（02x099-100 ~ 02x117-118） | 2021/10/30- | 红鱼 |

## 特色
2号线以红色为线路标志色，而车站内的站名大字壁为蓝底黑字，由南京书法家尉天池创作。站点的文化设计以传统节假日为主题展开，在主要车站设有主题文化墙，运用雕塑、壁画等多种艺术形式彰显地域特色；而2021年建成的2号线西延线则继承其风格，书法大字壁改由管峻题字，采用“半裸装”装修设计思路，结合站点周边地理位置进行艺术的创作，融入“追求自然、生态河西”的设计主题。
以下是部分车站文化墙的主题：
- 鱼嘴站的“飞龙”灯光艺术品，以龙抬头为主题
- 苜蓿园站吊顶的织女，体现车站七夕节主题
- 大行宫站的春节主题文化墙
- 云锦路站的清明节文化墙，体现了杜牧诗的意境
- 元通站的元宵节主题文化墙，以“团圆”为主题

- 鱼嘴站：主题为龙抬头，艺术品由81条内嵌LED像素灯构成，预示着“玄生万物，九九归一”的思想[12]。
- 元通站：主题为元宵节，通过汤圆、儿童等形象布置于站内换乘口，并组成人形文“团团圆圆”。
- 兴隆大街站：站名寓意国家兴隆，主题为国庆节。站厅中庭设置一幅壁画，画面上展示了56个民族的风貌。
- 集庆门大街站：主题为中秋节，站厅内布设石雕艺术墙以及雕塑，呈现中秋节的民间习俗。
- 云锦路站：靠近南京大屠杀遇难同胞纪念馆，主题为清明节，根据杜牧的《七绝•清明》诗句进行创作设计。
- 莫愁湖站：莫愁湖传统上是赛龙舟的地点，主题为端午节，将节日赛龙舟的场面作为艺术墙画面主体，同时站厅内设置了粽子形座位。
- 大行宫站：主题为春节，壁画主题为“大过年风俗画”，体现春节的祥和气氛。
- 明故宫站：主题为重阳节，艺术墙采用苏绣艺术表现了重阳节老年人登高赏花的场景。
- 苜蓿园站：主题为七夕节，站内顶部壁画以牛郎与织女的爱情故事为主线，并在站厅18根立柱上分别镶刻了国内外经典爱情故事。
- 钟灵街站：主题为冬至，站厅艺术墙展现了一系列冬至的传统民俗活动，体现出冬至“安身静体”的节日氛围。
- 马群站：主题为元旦，作品利用地面与立柱之间的联系，影射出“元旦”的时令特点。
- 南大仙林校区站：主题为劳动节，作品将石雕与铜雕两种工艺手法相结合，勾画出全国劳动人民欢庆节日的场景。

## 大事记

建设中的马群站（2009年）

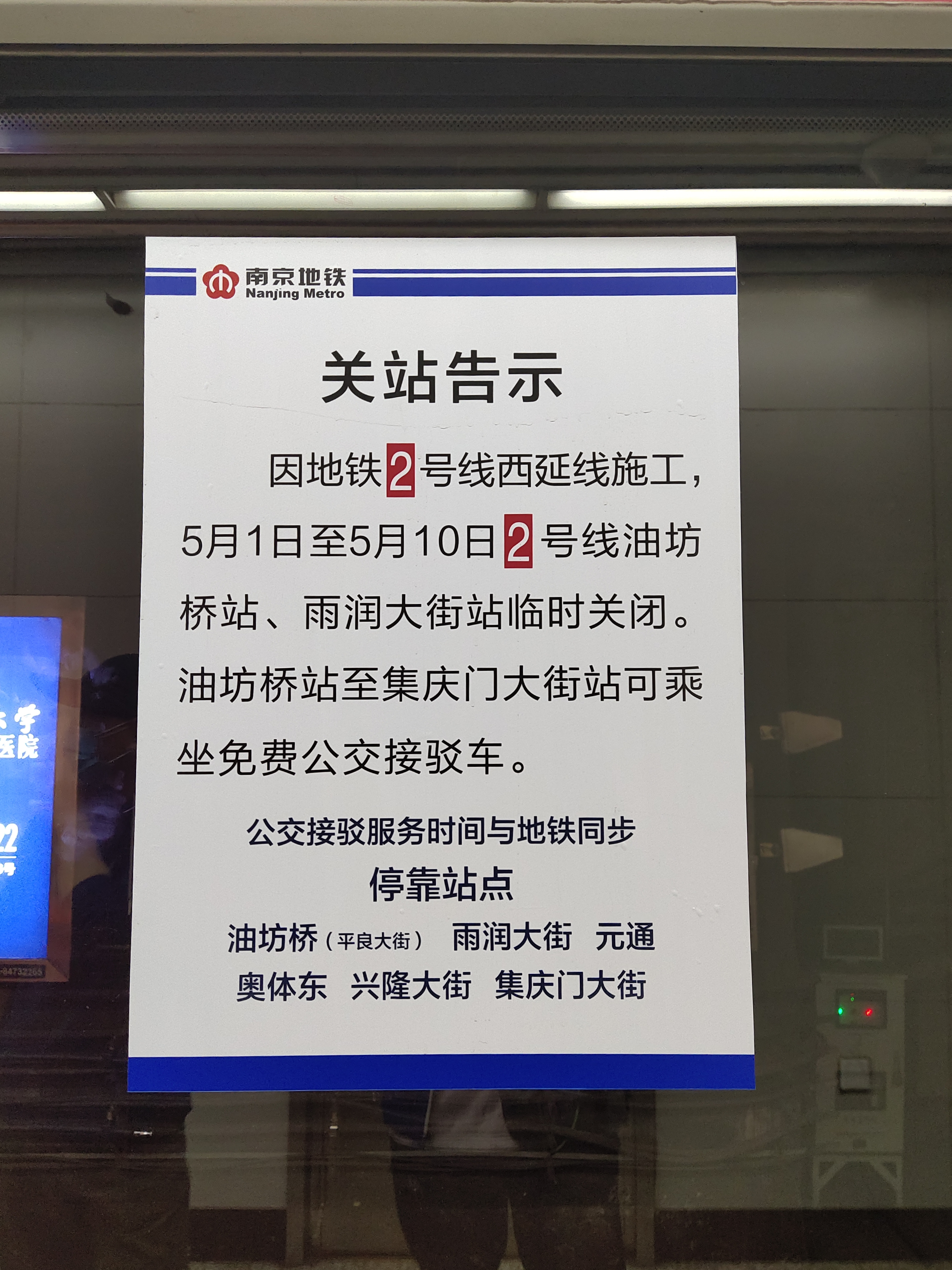
2021年5月地铁2号线的停运公示

- 2003年12月28日，奥体东站（工程名“向兴路站”）配合河西景观大道施工提前进行[13]。
- 2005年12月28日，2号线试验段在兴隆大街站（工程名“所街站”）动工[14]。
- 2005年12月31日，《南京市城市快速轨道交通建设规划（2004-2015）》通过国务院审批，2号线、2号线东延线、2号线西延线正式立项[15]。
- 2006年5月1日，2号线一期工程进入全面施工阶段[16]。
- 2006年7月16日，2号线一期工程可行性研究报告得到国家发改委批复通过[17]。
- 2007年3月起，集庆门大街站、马群站、茶亭至莫愁湖区间、孝陵卫至钟灵街区间施工困难而停工[18]
- 2007年10月7日，2号线东延线开工[19]
- 2008年1月28日，2号线东延线工程可行性研究报告得到国家发改委批复通过[17]。
- 2008年4月8日，有消息说2号线将推迟半年通车[20]
- 2008年4月18日，东延线继续向东延伸，至体育学院站（现经天路站）[21]
- 2009年5月31日，2号线首列车交付南京地铁[6][5]
- 2009年11月26日，2号线左线实现轨通[22]
- 2009年12月31日，列车开始上线热滑[23]
- 2010年2月10日，票价确定2元起步，4元封顶。同时因施工遭遇险情，2号线通车时间再次推迟至5月28日[24]。
- 2010年5月28日上午10点，2号线及其东延线开始为期一年的试运营[25]。
- 2017年6月，2号线西延环评报告中表示将建设4个车站（螺塘街，青莲街，天保街，鱼嘴）和1个停车场（鱼嘴停车场）。工程将于2017年末动工，2020年建成。
- 2019年，宝华镇政府回复预留了南京地铁2号线的东延通道[26]。
- 2020年5月1日至5月5日，油坊桥站因龙翔西立交建设施工暂时关闭[27]。
- 2020年10月19日，由中铁四局八分公司承建的南京市轨道交通2号线西延工程在油坊桥铺轨基地开始铺轨[28]。
- 2021年5月1日，由于2号线西延线信号接割，油坊桥站至雨润大街站区间临时停运至5月10日，元通站至集庆门大街站区间组织两列车往返运行，行车间隔约14分钟[29]。
- 2021年6月29日，2号线西延线（鱼嘴-螺塘路区间）热滑试验成功，进入列车上线调试阶段[30]。
- 2021年11月1日，全线列车按照全交路（鱼嘴-经天路）进行测试跑图。2号线各站台下行PIS显示为“开往鱼嘴站方向”，列车在油坊桥站清客后继续开往鱼嘴方向折返。同时为接入南京地铁S6号线换乘，马群站封站停运40天。
- 2021年12月28日，西延工程（油坊桥（不含）至鱼嘴区间）正式通车试运行。

## 事件
- 2007年5月28日，2号线茶亭站（现云锦路站）基坑工地发生滑坡，造成两人遇难[31]。
- 2007年11月20日，用于2号线隧道掘进的S-284盾构机掘进到达中和村站（今雨润大街站）～元通站盾构区间元通站右线南端头接收井洞门时，洞内发生漏水漏砂事件，造成地面大面积塌陷，盾构机被埋于塌陷土体中[32]。
- 2010年6月17日17时23分，南京地铁2号线发生接触网故障，使列车失电停运46分钟[33]。
- 2011年8月22日14时47分，南京地铁2号线苜蓿园-下马坊区间由于地下水渗入，将混凝土结构路基拱起致使列车车厢错位，造成2号线采取临时行车方案运行3天[34]。
- 2023年6月5日16时9分，2号线马群站至钟灵街站上下行突发线路设备故障，各次列车钟灵街站上下行不停站通过。17时4分，官方发布消息称马群站至钟灵街站区间有外部不明原因烟雾飘入区间隧道，对地铁运营暂无影响。17时52分，南京地铁第三次发文表示，经多专业联合现场检查确认，设备一切正常，对地铁运营无影响[35]。